# Zita Fiore
Zita Fiore, née le 22 septembre 1914 à Paris et morte à Breil-sur-Roya le 25 décembre 2011,, est une actrice française.

## Filmographie
- 1940 : Le Danube bleu de Emil-Edwin Reinert et Alfred Rode : Zita, la chanteuse
- 1942 : Andorra ou les hommes d'airain de Émile Couzinet : Paquita
- 1942 : La Nuit fantastique de Marcel L'Herbier : l'assistante
- 1947 : Capitaine Blomet de Andrée Feix
- 1947 : Pour une nuit d'amour  de Edmond T. Gréville : Corinne
- 1949 : Singoalla de Christian-Jaque : une Tzigane